# Thomas Winklhofer
Thomas Winklhofer (* 30. Dezember 1970 in Seekirchen am Wallersee) ist ein ehemaliger österreichischer Fußballspieler.

## Karriere
Thomas Winklhofer begann seine Karriere in seiner Jugend beim SV Seekirchen 1945 und kam als 17-jähriges Stürmertalent zu SV Austria Salzburg. Nach einem Jahr in Salzburg übersiedelte er in das Bundesnachwuchszentrum Tirol und tastete sich im Spieljahr 1991/92 langsam an die Kampfmannschaft des FC Swarovski Tirol heran. Von den arrivierten Spielern der Innsbrucker, allen voran Bruno Pezzey, wurde er damals aufgrund seines Kopfballstils mit dem Namen „Klappmesser“ bedacht. Durchzusetzen vermochte sich das junge Talent bei den Innsbruckern noch nicht, er kam lediglich auf einen einzigen Meisterschaftseinsatz und wurde deshalb während der laufenden Saison zum Satellitenklub WSG Wattens abgegeben. Dort wurde Winklhofer zumeist mit einer Defensivrolle bedacht und wandelte sich vom Stürmer zum Abwehrspieler.
Im Herbst 1992 wechselte Thomas Winklhofer wieder zu Austria Salzburg und schaffte dank seiner Athletik und seiner Kampfkraft den Sprung in die Kampfmannschaft. Österreichweites Aufsehen erregte der noch weithin unbekannte Winklhofer mit einer sehr guten Darbietung in der Abwehr der Salzburger, als er im Spiel gegen FK Austria Wien deren Stürmer Thomas Flögel regelrecht abmeldete. Von da an war Winki, wie er in Salzburg von Otto Barić genannt wurde, nicht mehr aus der ersten Mannschaft wegzudenken und brachte es in der Saison 1992/93 auf insgesamt 22 Einsätze in der Meisterschaft.
Mit Austria Salzburg feierte der Seekirchner auch seine größten Erfolge auf Vereinsebene. Der 1,83 m große Verteidiger kam in allen Meisterjahren der ehemaligen Lehener 1993/94, 1994/95 und 1996/97 auf knapp 30 Einsätze und schoss auch gelegentlich wichtige Tore. Mit Casino Salzburg erreichte er 1993/94 das Finale im UEFA-Cup und avancierte auch zum Nationalspieler. Insgesamt absolvierte Winklhofer 21 Länderspiele für die österreichische Nationalmannschaft im Zeitraum von 1993 bis 2001.
Im Jahr 2001 wagte Winklhofer den Sprung ins Ausland zum deutschen Zweitligisten 1. FC Saarbrücken, für den er insgesamt in 32 Spielen zum Einsatz kam. 2002 kehrte er wieder nach Salzburg zurück und hielt der dortigen Austria auch in erfolglosen Jahren die Treue. Bei der Übernahme des Vereins durch Red Bull im Juli 2005 schien seine Karriere in Salzburg durch zahlreiche Neueinkäufe bedroht. Winklhofer setzte sich aber auch mit seinen nunmehr 35 Jahren gegen seine Konkurrenten durch und zählte auch unter Trainer Kurt Jara zur Stammmannschaft der Salzburger. Dazu passend ein Zitat des Salzburg-Trainers: „Winklhofer kann seine Erfahrung an die jungen Spieler weitergeben und zum Ende seiner Laufbahn noch einmal große Erfolge feiern. Das hätte er sich verdient.“
Mit dem Meistertitel 2007 ist Winklhofer der einzige Spieler, der bei den ersten vier Meisterschaften der Salzburger im Kader stand.

## Privates
Thomas Winklhofer ist verheiratet und hat zwei Töchter, Kristin und Karoline. In seiner Freizeit widmet er sich neben seiner Familie vor allem dem Klettern und dem Tauchsport. Der Seekirchner legt sehr viel Wert auf sein Aussehen und seine Frisur. Er folgt seit seiner Jugend jedem neuen Trend und läuft fast jede Saison mit einer anders gestylten Haarpracht aufs Feld.

## Erfolge
- 4 × Österreichischer Meister: 1994, 1995, 1997 (Austria Salzburg), 2007 (Red Bull Salzburg)
- 3 × Österreichischer Supercupsieger: 1994, 1995, 1997 (Austria Salzburg)
- 1 × UEFA-Cup-Finale: 1994 (Austria Salzburg)
- 2 × Österreichischer Vizemeister: 1993 (Austria Salzburg), 2006 (Red Bull Salzburg)
- 1 × Österreichisches Pokalfinale: 2000 (Austria Salzburg)
- 21 Länderspiele für die Österreichische Fußballnationalmannschaft zwischen 1993 und 2001.
- 335 Spiele für SV Austria Salzburg und 9 Tore